# Municipio de Kern (Dakota del Norte)
El municipio de Kern (en inglés: Kern Township) es un municipio ubicado en el condado de Hettinger en el estado estadounidense de Dakota del Norte. En el año 2010 tenía una población de 20 habitantes y una densidad poblacional de 0,24 personas por km².

## Geografía
El municipio de Kern se encuentra ubicado en las coordenadas 46°14′5″N 102°17′59″O / 46.23472, -102.29972. Según la Oficina del Censo de los Estados Unidos, el municipio tiene una superficie total de 83.87 km², de la cual 83,82 km² corresponden a tierra firme y (0,06 %) 0,05 km² es agua.

## Demografía
Según el censo de 2010, había 20 personas residiendo en el municipio de Kern. La densidad de población era de 0,24 hab./km². De los 20 habitantes, el municipio de Kern estaba compuesto por el 100 % blancos. Del total de la población el 0 % eran hispanos o latinos de cualquier raza.